# 馬斯特山
68°11′S 67°0′W / 68.183°S 67.000°W
馬斯特山（英語：Mast Hill）是南極洲的山峰，位於南極半島西部瑪格麗特灣，處於斯托寧頓島西部，海拔高度14米，由美國探險隊測量，現時由南極條約體系管理。